# Skyropoula
Skyropoula (grekiska: Σκυροπούλα) är en ö i Grekland. Den ligger väster om ön Skyros i ögruppen Sporaderna och regionen Grekiska fastlandet, i den östra delen av landet, 110 km nordost om huvudstaden Aten. Arean är 4,5 kvadratkilometer.